# Trigoniulus corallipes
Trigoniulus corallipes är en mångfotingart som beskrevs av Pocock 1896. Trigoniulus corallipes ingår i släktet Trigoniulus och familjen Trigoniulidae. Inga underarter finns listade i Catalogue of Life.